# Ruínas da Igreja de São José de Queimado
Ruínas da Igreja de São José de Queimado é um local histórico localizado no distrito de Queimado, pertencente ao município de Serra, localizado no interior do estado do Espírito Santo. As ruínas da Igreja de São José de Queimado são testemunhas históricas da Insurreição do Queimado, maior levante de escravos ocorridos no estado no ano de 1849.

## História
As ruínas de São José do Queimado é um importante monumento de resistência à escravidão no Espírito Santo, localizado no distrito de Queimado pertencente ao município de Serra. O local foi palco da Insurreição de Queimado, insurreição mais potente na luta contra à Escravidão no Brasil no estado de Espírito Santo.
A igreja foi palco do estopim da rebelião após negros escravizados se rebelarem por não terem recebido a alforria prometida pelo trabalho de construção da Igreja de São José do Queimado. O movimento teve como principais líderes durante a revolta nomes como Chico Prego, João da Viúva e Elisário.
O movimento tornou-se tão grande e avassalador que atormentou às elites econômicas da região - estima-se que mais de trezentos escravos entre homens, mulheres e crianças participaram do movimento - o que causou temor entre o baronato capixaba. A força do movimento foi tamanha que tropas militares foram enviadas do Rio de Janeiro para conseguir dispersar, e posteriormente, sufocar os revoltos.
Por ter sido local de uma das maiores revolta de escravos do país, o local é considerado um espaço de resistência negra no contexto da escravidão do país. Devido sua importância, o local passou pelo processo de tombamento histórico junto ao Secretaria de Estado da Cultura (Secult) do Espírito Santo, no ano de 1992.

### Restauração
No ano de 2019, o prefeito de Serra, Audifax Barcelos (REDE), anunciou uma parceria com o Sindicato do Comércio Atacadista e Distribuidor do Espírito Santo (Sincades) em um milhão e trezentos mil reais para garantir a restauração do local. Na ocasião, Barcelos afirmou que sua ideia é transformar o local em "um museu a céu aberto, onde as pessoas possam conhecer a história de luta do povo serrano". O presidente do sindicato, Idalberto Moro, afirmou que “não faz sentido para nós sermos uma importante peça da engrenagem do desenvolvimento econômico do Espírito Santo se não estivermos inseridos em projetos de valorização da cultura e da história dos capixabas".
Em março de 2021, o local foi revitalizado e durante o processo de restauro ocorreu uma série de achados arqueológicos que irá servir para pesquisadores e curiosos descobrir mais da história do local. Como reconhecimento pelo trabalho de resgate, o local recebeu uma menção honrosa no Prêmio Rodrigo Melo Franco de Andrade de 2020, evento promovido pelo Instituto do Patrimônio Histórico e Artístico Nacional (IPHAN).